# Wereldkampioenschappen kunstschaatsen 1914
De Wereldkampioenschappen kunstschaatsen 1914 werden gevormd door drie toernooien die door de Internationale Schaatsunie werden georganiseerd.
Voor de vrouwen was het de negende editie, voor de paren de zevende. Deze twee kampioenschappen vonden plaats op 24 en 25 januari in Sankt Moritz, Zwitserland. Het was de eerste keer dat een WK kunstschaatsen toernooi in Sankt Moritz plaatsvond. Het was de zesde keer dat Zwitserland als gastland van een WK toernooi optrad.
Voor de mannen was het de negentiende editie. Dit kampioenschap vond plaats op 21 en 22 februari in Helsinki, Finland. Het was de eerste keer dat een WK kunstschaatsen toernooi in Helsinki en Finland plaatsvond.
De Zweed Gosta Sandahl volgde de Oostenrijker Fritz Kachler op als wereldkampioen bij de mannen. De Hongaarse Opika von Méray Horváth prolongeerde de wereldtitel bij de vrouwen, het was haar derde oprij. Het Finse paar Ludowika Jakobsson-Eilers / Walter Jakobsson veroverde hun tweede wereldtitel, in 1911 won het nog als Duits-Fins paar hun eerste titel.

## Deelname
Er namen deelnemers uit acht landen deel aan het WK. Zij vulden het recordaantal van 28 startplaatsen in.
(Tussen haakjes het totale aantal startplaatsen in de drie toernooien.)
| Oostenrijk (8) Zweden (6) Finland (3) Keizerrijk Rusland (3) | Duitse Keizerrijk (2) Hongarije (2) Noorwegen (2) Verenigd Koninkrijk (2) |

## Medailleverdeling
| Discipline | Goud                                         | Zilver                           | Brons                           |
| ---------- | -------------------------------------------- | -------------------------------- | ------------------------------- |
| Mannen     | Gosta Sandahl                                | Fritz Kachler                    | Willy Böckl                     |
| Vrouwen    | Opika von Méray Horváth                      | Angela Hanka                     | Phyllis Johnson                 |
| Paren      | Ludowika Jakobsson-Eilers / Walter Jakobsson | Helene Engelmann / Karl Mejstrik | Christa von Szabó / Leo Horwitz |

## Uitslagen
pc = plaatsingcijfer
| #      | naam (deelname)       | land                           | pc    |
| ------ | --------------------- | ------------------------------ | ----- |
| Goud   | Gösta Sandahl         | Vlag van Zweden                | 12    |
| Zilver | Fritz Kachler (4)     | Vlag van Oostenrijk            | 17    |
| Brons  | Willy Böckl (2)       | Vlag van Oostenrijk            | 17    |
| 4      | Ernest Oppacher (2)   | Vlag van Oostenrijk            | 20    |
| 5      | Andor Szende (5)      | Vlag van Hongarije (1896-1915) | 27    |
| 6      | Ivan Malinin (2)      | Vlag van Rusland               | 30    |
| 7      | Gillis Grafström      | Vlag van Zweden                | 32    |
| 8      | Harold Rooth (3)      | Vlag van Zweden                | 36    |
| 9      | Richard Johansson (4) | Vlag van Zweden                | 38    |
| 10     | Erwin Schwarzbock     | Vlag van Oostenrijk            | 48    |
| 11     | Martin Stixrud (2)    | Vlag van Noorwegen             | 55    |
| 12     | Bjornsson Schaumann   | Vlag van Finland               | 58    |
| 13     | Sergej Wandervliet    | Vlag van Rusland               | 64    |
| -      | Sakari Ilmanen        | Vlag van Finland               | tzt * |

| #      | naam (deelname)             | land                           | pc   |
| ------ | --------------------------- | ------------------------------ | ---- |
| Goud   | Opika von Méray Horváth (4) | Vlag van Hongarije (1896-1915) | 6    |
| Zilver | Angela Hanka                | Vlag van Oostenrijk            | 10   |
| Brons  | Phyllis Johnson (6)         | Vlag van Verenigd Koninkrijk   | 18   |
| 4      | Thea Frenssen (2)           | Vlag van Duitse Keizerrijk     | 22   |
| 5      | Gisela Reichmann            | Vlag van Oostenrijk            | 24.5 |
| 6      | Anna Lisa Allardt (2)       | Vlag van Zweden                | 24.5 |
| 7      | Xenia Caesar                | Vlag van Rusland               | 35   |
| 8      | Ramsay Salmon               | Vlag van Zweden                | 41   |
| 9      | Irene Lawley                | Vlag van Verenigd Koninkrijk   | 44   |

| Er deden vijf paren uit vier landen mee. Voor het paar Jakobsson-Eilers / Jakobsson was het de vijfde deelname (1e in 1911, 2e in 1910, 1912, 1913). Het paar Alexia Bryn-Schøien / Yngvar Bryn nam voor de vierde keer deel (5e in 1909, 3e in 1912, 4e in 1913). De paren Engelmann / Mejstrik (1e in 1913) en Von Szabó / Horwitz (3e in 1913) namen voor de tweede keer deel. Voor het paar Frenssen / Vögel was het de enige deelname aan het WK als paar. In 1913 nam Frenssen deel bij de vrouwen, net als dit jaar. \| # \| naam (deelname) \| land \| pc \| \| ------ \| -------------------------------------------------- \| -------------------------- \| -- \| \| Goud \| Ludowika Jakobsson-Eilers (5) Walter Jakobsson (5) \| Vlag van Finland \| 7 \| \| Zilver \| Helene Engelmann (2) Karl Mejstrik (2) \| Vlag van Oostenrijk \| 11 \| \| Brons \| Christa von Szabó (2) Leo Horwitz (2) \| Vlag van Oostenrijk \| 12 \| \| 4 \| Thea Frenssen (2) Julius Vögel \| Vlag van Duitse Keizerrijk \| 20 \| \| 5 \| Alexia Bryn-Schøien (4) Yngvar Bryn (4) \| Vlag van Noorwegen \| 25 \| |                                                    |                            |    |
| # | naam (deelname)                                    | land                       | pc |
| Goud | Ludowika Jakobsson-Eilers (5) Walter Jakobsson (5) | Vlag van Finland           | 7  |
| Zilver | Helene Engelmann (2) Karl Mejstrik (2)             | Vlag van Oostenrijk        | 11 |
| Brons | Christa von Szabó (2) Leo Horwitz (2)              | Vlag van Oostenrijk        | 12 |
| 4 | Thea Frenssen (2) Julius Vögel                     | Vlag van Duitse Keizerrijk | 20 |
| 5 | Alexia Bryn-Schøien (4) Yngvar Bryn (4)            | Vlag van Noorwegen         | 25 |

Medaillewinnaars

Mannen · 
Vrouwen ·
Paren · 
IJsdansen

 Toernooi

1896 · 
1897 · 
1898 · 
1899 · 
1900 · 
1901 · 
1902 · 
1903 · 
1904 · 
1905 · 
1906 · 
1907 · 
1908 · 
1909 · 
1910 · 
1911 · 
1912 · 
1913 · 
1914 · 
1915-1921 · 
1922 · 
1923 · 
1924 · 
1925 · 
1926 · 
1927 · 
1928 · 
1929 · 
1930 · 
1931 · 
1932 · 
1933 · 
1934 · 
1935 · 
1936 · 
1937 · 
1938 · 
1939 ·
1940-1946 · 
1947 · 
1948 · 
1949 · 
1950 · 
1951 · 
1952 · 
1953 · 
1954 · 
1955 · 
1956 · 
1957 · 
1958 · 
1959 · 
1960 · 
1961 · 
1962 · 
1963 · 
1964 · 
1965 · 
1966 · 
1967 · 
1968 · 
1969 · 
1970 · 
1971 · 
1972 · 
1973 · 
1974 · 
1975 · 
1976 · 
1977 · 
1978 · 
1979 · 
1980 · 
1981 · 
1982 · 
1983 · 
1984 · 
1985 · 
1986 · 
1987 · 
1988 · 
1989 · 
1990 · 
1991 · 
1992 · 
1993 · 
1994 · 
1995 ·
1996 · 
1997 · 
1998 · 
1999 · 
2000 · 
2001 · 
2002 · 
2003 · 
2004 · 
2005 · 
2006 ·
2007 ·
2008 ·
2009 ·
2010 ·
2011 ·
2012 ·
2013 ·
2014 ·
2015 ·
2016 ·
2017 ·
2018 ·
2019 · 
2020 · 
2021 ·
2022 ·
2023 ·
2024

 ISU-kampioenschappen

WK kunstschaatsen junioren ·
EK kunstschaatsen ·
Viercontinentenkampioenschap ·
Olympische Spelen